# María Teresa Ruiz
María Teresa Ruiz González (Santiago de Chile, 24 de septiembre de 1946) es una astrónoma chilena. Fue ganadora con el Premio Nacional de Ciencias Exactas en 1997 y el Premio L'Oréal-UNESCO a Mujeres en Ciencia en 2017. También fue la primera presidenta de la Academia Chilena de Ciencias y la primera mujer en estudiar astrofísica en Princeton. El año 2018 fue elegida en el top 10 de mujeres influyentes en Chile según la encuesta CADEM.
Especializada en el estudio de las estrellas enanas de baja masa, ha descubierto una supernova en el momento de explotar, dos nebulosas planetarias en el halo de nuestra galaxia y la enana «café» en las proximidades del sistema solar llamada Kelu-1 (de kelü, «rojo» en mapudungún), en la Constelación de Hidra.
Además de ser reconocida por sus logros científicos, es reconocida también por ser una escritora de divulgación científica, como por ejemplo el libro Hijos de las estrellas.

## Trayectoria
En 1966, Ruiz comenzó un programa en ingeniería química en el Universidad de Chile pero encontró un nuevo interés al asistir a un curso de astronomía en una escuela de verano, así ella continuó sus estudios en el recién fundado programa de astronomía de la Universidad de Chile y resulta ser de las primeras personas en graduarse del programa en 1971.
Posteriormente continuó sus estudios en la Universidad de Princeton, donde obtuvo un magíster en astronomía y después un doctorado en astrofísica, siendo la primera mujer en obtener ambos títulos en las respectivas universidades.
Entre 1975 y 1976 fue una investigadora asociada del Observatorio Astronómico de Trieste, donde realizó un postdoctorado; ha trabajado también como investigadora visitante tanto en el Instituto de Astronomía de la Universidad Nacional Autónoma de México como del Institute for Space Studies, National Aeronautics and Space Administration de Nueva York (1978-1979). Desde este último año enseña en el Departamento de Astronomía de su alma máter, primero como profesora asociada (1979-1989) y después como titular.
Ha sido beneficiaria de la Beca Guggenheim en 2000 y ha obtenido importantes distinciones como la Medalla Rectoral, el Premio Nacional de Ciencias Exactas en 1997, siendo la primera mujer en ganarlo, o la condecoración Amanda Labarca, la cual está destinada "a realzar la personalidad y la obra de mujeres universitarias que se hayan destacado con relieves excepcionales en el campo de su profesión, en el dominio de la cultura o en el servicio del país."

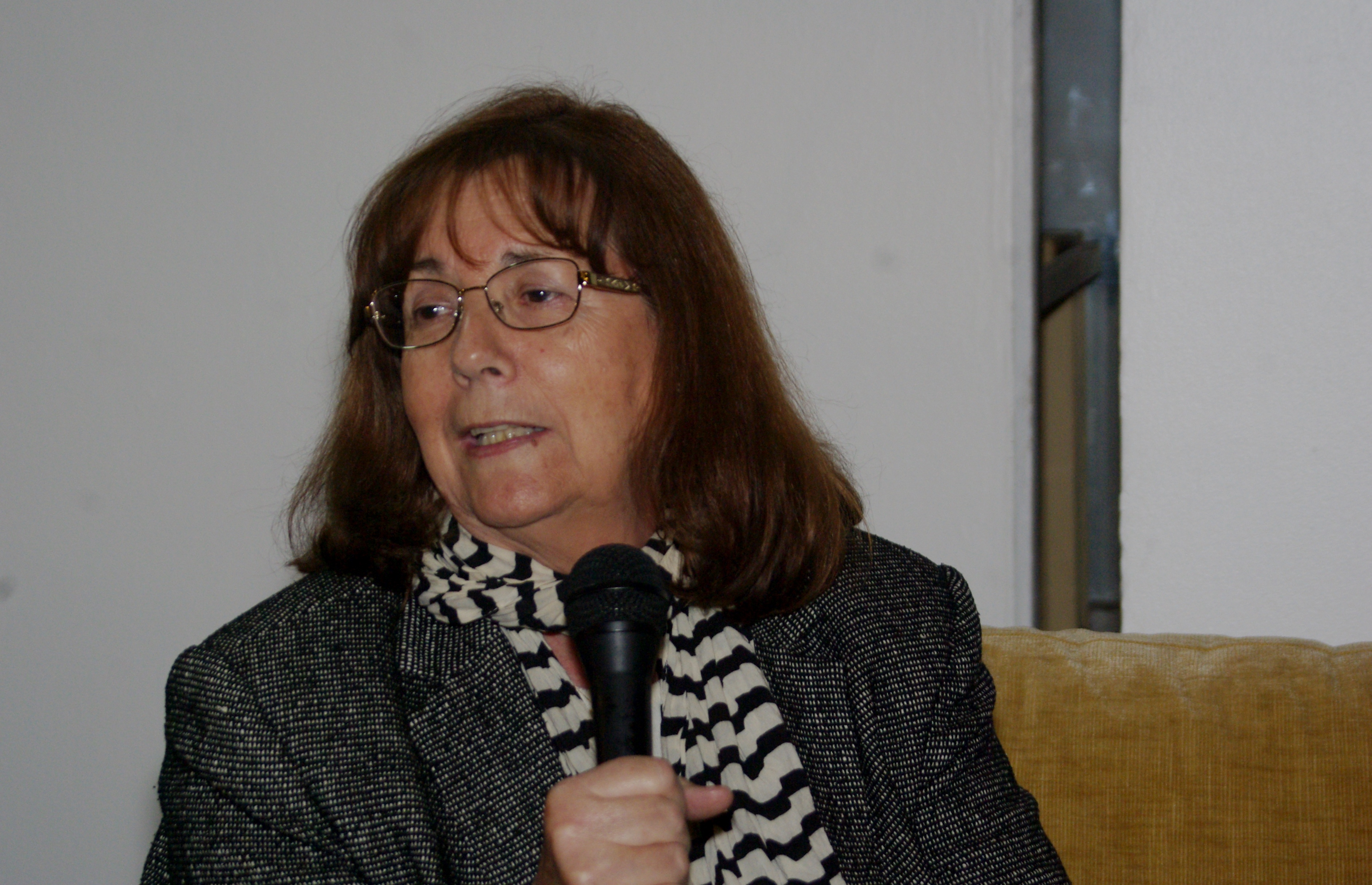
Ruiz en 2015.

Encabeza la Fundación para el Desarrollo de la Astronomía de Chile y el Centro de Astrofísica y Tecnologías Afines (CATA). A fines de 2015 se convirtió en la primera mujer que es elegida para presidir la Academia Chilena de Ciencias.
En septiembre de 2016 se anunció que sería premiada con el Premio L'Oréal-UNESCO a Mujeres en Ciencia 2017, reconocimiento que recibió en marzo de ese año en una ceremonia en París, Francia. El jurado basó su decisión en su descubrimiento de la primera enana café y su trabajo seminal en la comprensión de estrellas tenues, incluyendo estrellas en la etapa final de su evolución.

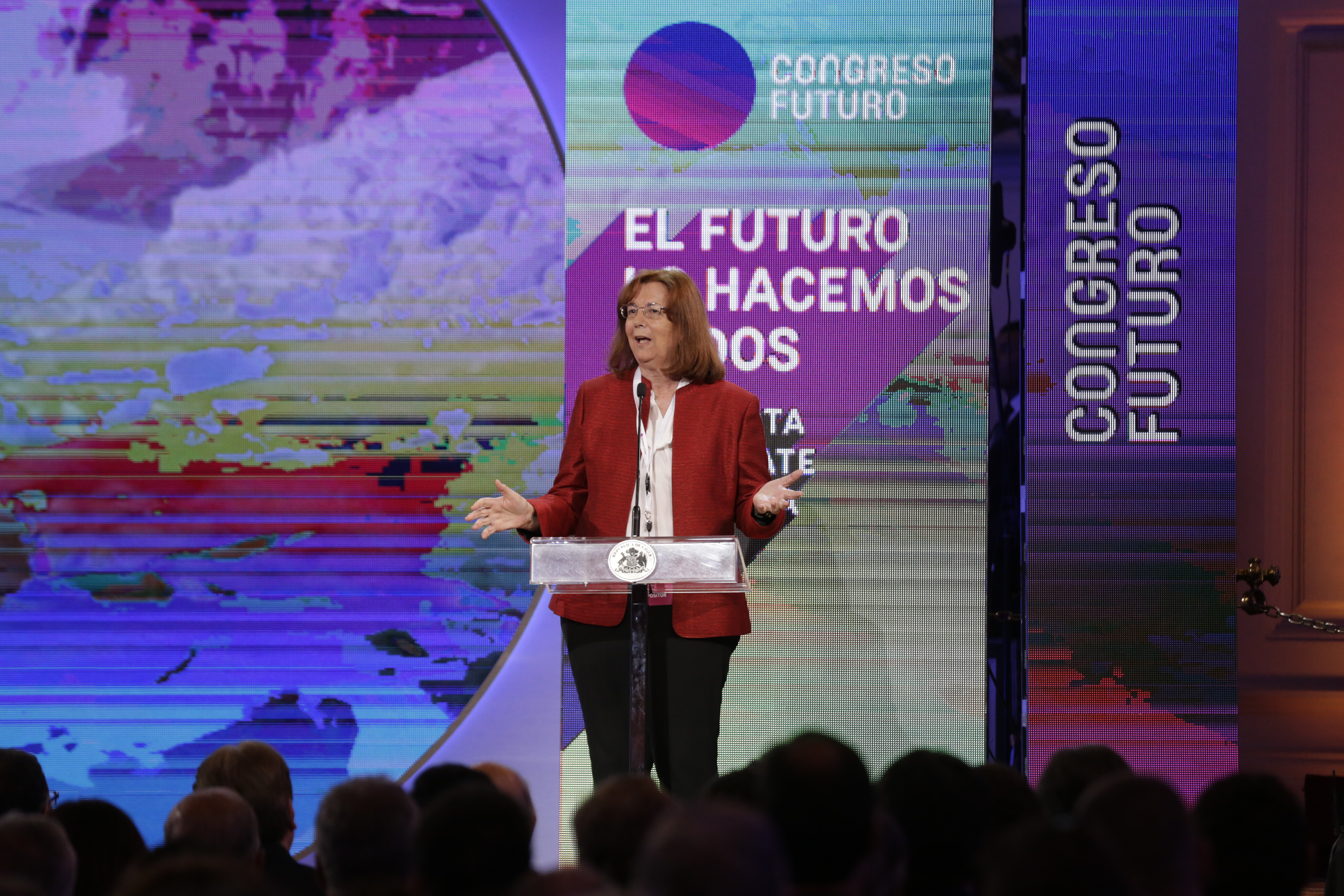
María Teresa Ruiz en el Congreso Futuro, donde fue expositora y abordó las dificultades que enfrentan las mujeres en la ciencia.

#### Complicaciones de salud y jubilación
A principios de 2015 María Teresa Ruiz fue diagnosticada con degeneración macular que afectó la retina de su ojo izquierdo inicialmente.
Durante esta época, y durante la pandemia, Ruiz escribió su libro "El Sol: Conviviendo con una estrella", el cual fue un desafío debido a su enfermedad.
En 2025 decide jubilarse debido a las dificultades que enfrentaba por su enfermedad, debido a que también se vio afectado su ojo derecho, perdiendo así la visión central de sus dos ojos e imposibilitando el seguir con su trabajo normal. Aún así, desea lanzar un libro que recopile la historia reciente de la astronomía en Chile.

## Distinciones profesionales
- Cátedra Presidencial en Ciencias (1996).
- Medalla Rectoral, Universidad de Chile (1996).
- Premio Nacional de Ciencias Exactas (1997).
- Medalla Rectoral, Universidad de Chile (1998).
- Miembro de Número de la Academia de Ciencias (desde 1998).
- Beca Guggenheim (2001).[19]
- Condecoración al Mérito Amanda Labarca (2000).
- 100 Mujeres de la BBC (2017).[20]
- Premio L'Oréal-UNESCO a Mujeres en Ciencia (2017).[11]
- Legión de Honor, grado de Chevalier (Caballero) (2020)[21]
- Medalla José Victorino Lastarria (Gran Logia de Chile) (2022)

## Obra

### Libros
- Hijos de las estrellas (Ediciones B, 1998; Debate, 2017)[22][23]
- Desde Chile un cielo estrellado: lecturas para fascinarse con la astronomía (2013)[24][25]
- +Universo: Ciencia & Ficción (2015)[26]
- El Sol: Conviviendo con una estrella (2021)[27]